# Attus infuscatus
Attus infuscatus är en spindelart som beskrevs av Peckham, Peckham 1896. Attus infuscatus ingår i släktet Attus och familjen hoppspindlar. Inga underarter finns listade.